# Germaine de Aranda Constantin
Germaine de Aranda Constantin (París, 4 de maig de 1888 – Barcelona, 19 de novembre de 1974) va ser una violinista, pianista, cantant i professora de música.

## Biografia
Filla de Fernando Aranda Seadot-Bertrix (conegut com a Aranda Pacha, Madrid, 1846-Barcelona, 1919) i Matilde-Lluïsa Constantin Constantin (morta a Barcelona el novembre de 1945), va viure amb la seva família a Istanbul, on el seu pare, un alt dignatari de la Cort Imperial de Turquia, amb el títol de paixà, era director de l'Orquestra Imperial del Sultà i de les bandes militars de l'exèrcit otomà. Va arribar a Barcelona el 1909, i ja hi visqué sempre. El seu germanastre va ser l'arquitecte Fernando de Aranda González.
Es va formar com a violinista amb el seu pare i també amb el mestre Albert Geloso. El juny de 1910 oferí, com a violinista, al costat del seu pare, dos concerts de música de cambra al Saló de la Reina Regent del Palau de les Belles Arts de Barcelona i la revista Feminal se'n va fer ressò. En anys successius actuà als salons de l'Acadèmia Granados, al Palau de la Música, acompanyant el comiat de la cantant Marya Freund, amb l'Orquestra de l'Associació d'Amics de la Música, dirigida per Francesc Pujol o bé a la Sala Mozart, amb el pianista Carlos José Gacituaga. Entretant es dedicà també a la labor pedagògica, ensenyant música i violí a les filles de la burgesia barcelonina –ja fos en classes particulars o en alguna acadèmia, com la de Maria Lluïsa Ponsa. En aquests anys va ser alumna seva la violinista Rosa Garcia-Faria.

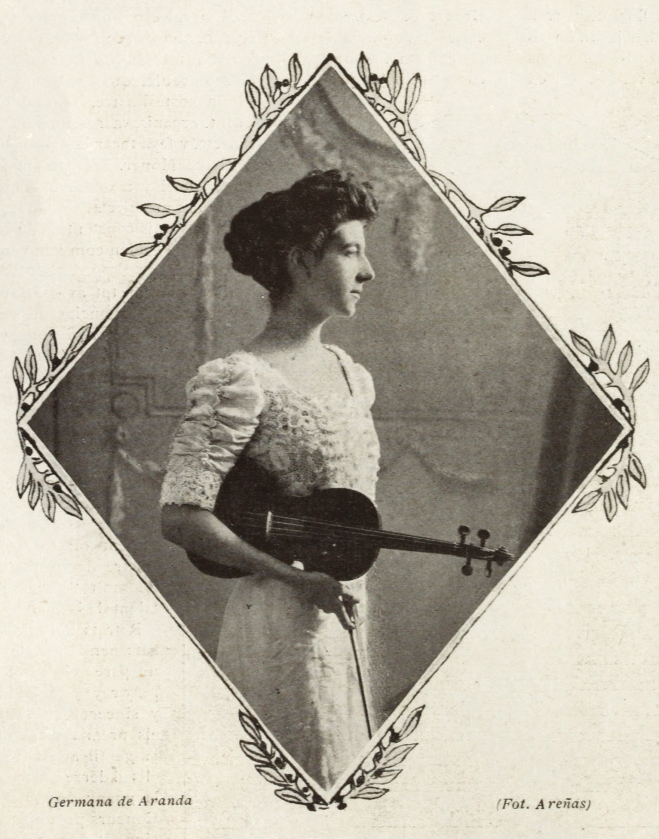
Germana de Aranda a Feminal, 1911-10-29

El 30 de juliol de 1924 es va casar amb el musicòleg i crític musical Joaquim Pena a Sant Genís dels Agudells, amb Pau Casals com a padrí de casament. La parella s'instal·là a Can Piteu, un mas del districte d'Horta-Guinardó i després de 1936 a casa de Pau Casals, que ja havia marxat a l'exili. Més tard van viure a la Plaça de Llevant, que s'anomenaria després Plaça de Joaquim Pena. Germaine de Aranda es feu càrrec de preservar el llegat del seu marit, cedit a la Biblioteca de Catalunya.